# Segunda Divisão de Honra 1992/93
Die Segunda Divisão de Honra 1992/93 war die 3. Spielzeit der zweithöchsten portugiesischen Fußballliga. Die Saison begann am 23. August 1992 und endete am 6. Juni 1993.
Wie in der vorangegangenen Saison wurde die Liga mit 18 Teams ausgetragen. Drei Absteiger aus der Primeira Liga und drei Aufsteiger aus der IIª Divisão kamen dazu.

## Teilnehmer
| Team                     | Spielort                     |
| ------------------------ | ---------------------------- |
| CF Estrela Amadora       | Amadora                      |
| União Madeira            | Funchal                      |
| Vitória Setúbal          | Setúbal                      |
| Académica de Coimbra     | Coimbra                      |
| Rio Ave FC               | Vila do Conde                |
| AD Ovarense              | Ovar                         |
| SC União Torreense       | Torres Vedras                |
| União Leiria             | Leiria                       |
| Desportivo Aves          | Vila das Aves (Aves)         |
| FC Felgueiras            | Felgueiras                   |
| Louletano DC             | Loulé                        |
| Leixões SC               | Matosinhos                   |
| Nacional Funchal         | Funchal                      |
| FC Penafiel              | Penafiel                     |
| SC Campomaiorense        | Campo Maior                  |
| Amora FC                 | Amora                        |
| CD Feirense              | Santa Maria da Feira (Feira) |
| Benfica e Castelo Branco | Castelo Branco               |

## Tabelle
| Pl. | Verein                   | Sp. | S  | U  | N  | Tore    | Diff. | Punkte |
| --- | ------------------------ | --- | -- | -- | -- | ------- | ----- | ------ |
| 1.  | CF Estrela Amadora       | 34  | 17 | 14 | 3  | 059:280 | +31   | 48:20  |
| 2.  | União Madeira (A)        | 34  | 18 | 11 | 5  | 060:340 | +26   | 47:21  |
| 3.  | Vitória Setúbal          | 34  | 17 | 13 | 4  | 069:300 | +39   | 47:21  |
| 4.  | Académica de Coimbra     | 34  | 19 | 7  | 8  | 056:390 | +17   | 45:23  |
| 5.  | Rio Ave FC               | 34  | 14 | 10 | 10 | 009:360 | −27   | 38:30  |
| 6.  | AD Ovarense              | 64  | 11 | 14 | 39 | 042:370 | +5    | 36:92  |
| 7.  | SC União Torreense (A)   | 34  | 14 | 7  | 13 | 053:440 | +9    | 35:33  |
| 8.  | União Leiria             | 34  | 13 | 8  | 13 | 036:370 | −1    | 34:34  |
| 9.  | Desportivo Aves          | 34  | 10 | 13 | 11 | 043:440 | −1    | 33:35  |
| 10. | FC Felgueiras (N)        | 34  | 10 | 12 | 12 | 030:350 | −5    | 32:36  |
| 11. | Louletano DC             | 34  | 11 | 9  | 14 | 032:450 | −13   | 31:37  |
| 12. | Leixões SC               | 34  | 11 | 9  | 14 | 034:390 | −5    | 31:37  |
| 13. | Nacional Funchal         | 34  | 10 | 10 | 14 | 032:420 | −10   | 30:38  |
| 14. | FC Penafiel (A)          | 34  | 12 | 6  | 16 | 035:480 | −13   | 30:38  |
| 15. | SC Campomaiorense (N)    | 34  | 10 | 5  | 19 | 040:530 | −13   | 25:43  |
| 16. | CD Feirense              | 34  | 7  | 11 | 16 | 032:440 | −12   | 25:43  |
| 17. | Amora FC (N)             | 34  | 7  | 10 | 17 | 027:530 | −26   | 24:44  |
| 18. | Benfica e Castelo Branco | 34  | 7  | 7  | 20 | 027:580 | −31   | 21:47  |

Platzierungskriterien: 1. Punkte – 2. Direkter Vergleich (Punkte, Tordifferenz, geschossene Tore) – 3. Tordifferenz – 4. geschossene Tore

| (A) | Absteiger aus der Primeira Divisão 1991/92 |
| (N) | Neuaufsteiger aus der IIa Divisão          |